# Martin Harnik
Martin Harnik (* 10. Juni 1987 in Hamburg) ist ein österreichisch-deutscher Fußballspieler. Er wuchs in Hamburg auf und schaffte bei Werder Bremen über die zweite Mannschaft in der Regionalliga Nord und 3. Liga den Sprung in die Bundesliga. Für die Bremer, den VfB Stuttgart und Hannover 96 absolvierte der Angreifer zwischen 2007 und 2019 in 11 Spielzeiten 240 Spiele in der höchsten deutschen Spielklasse, in denen er 66 Tore erzielte. Dazu kamen in den Spielzeiten 2009/10, 2016/17 und 2019/20 83 Spiele und 33 Tore für Fortuna Düsseldorf, Hannover 96 und den Hamburger SV in der 2. Bundesliga. Seit Anfang Oktober 2020 lässt er seine Karriere als Amateur in der Oberliga Hamburg bei der TuS Dassendorf ausklingen. Für die österreichische Nationalmannschaft bestritt der Sohn einer deutschen Mutter und eines österreichischen Vaters 68 Länderspiele und nahm mit ihr an zwei Europameisterschaften teil.

## Hintergrund
Harnik ist der Sohn einer Hamburgerin und eines Österreichers aus der Steiermark. Er wuchs mit seinen zwei älteren Brüdern im Hamburger Stadtteil Kirchwerder im Bezirk Bergedorf auf. Der gelernte Versicherungskaufmann ist verheiratet.

## Karriere

### Verein

#### Jugend in Hamburg
Harnik begann 1992 in Hamburg beim TSV Kirchwerder mit dem Fußballspielen. Der Verein schloss sich 1999 mit dem SV Ochsenwerder-Moorfleet zum SC Vier- und Marschlande zusammen. Ab 2003 spielte er dort in einer Mannschaft mit dem späteren deutschen Nationalspieler Max Kruse.

#### Werder Bremen

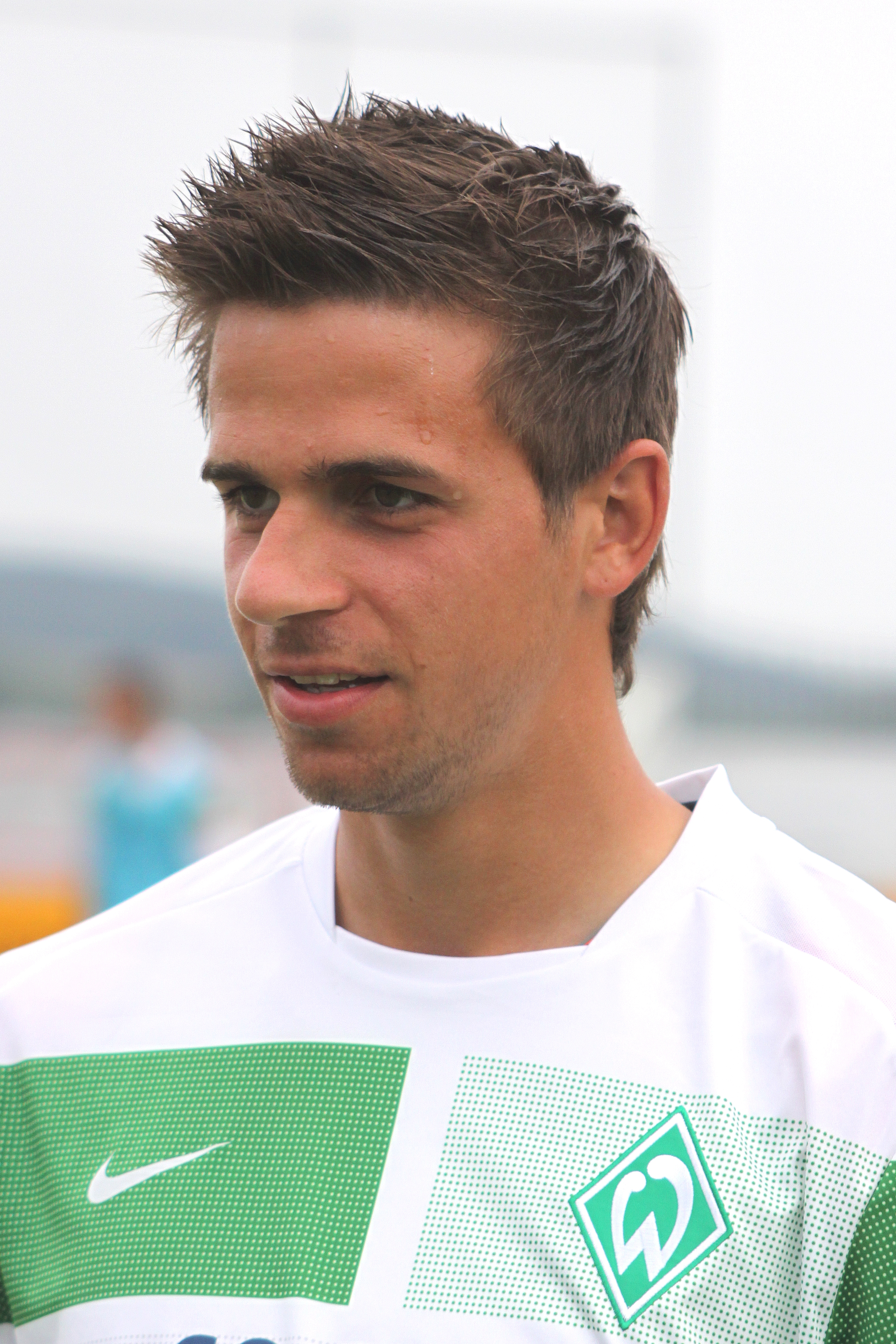
Martin Harnik bei Werder Bremen (2009)

In der Winterpause der Saison 2005/06 schlossen sich sowohl Harnik als auch Kruse, beide in der A-Jugend (U19) des SC Vier- und Marschlande, Werder Bremen an. Während Kruse beim SV Werder zunächst in der A-Junioren-Bundesliga spielte, kam der rund ein Dreivierteljahr ältere Harnik – neben einem Einsatz in der U19 – bereits in der zweiten Mannschaft in der damals drittklassigen Regionalliga Nord zum Einsatz, absolvierte in der Rückrunde noch 13 Spiele und schaffte mit seiner neuen Mannschaft knapp den Klassenerhalt. Der gelernte Stürmer trainierte bereits in der Winterpause der Saison 2006/07 bei den Profis, ehe er sich einen Mittelfußbruch zuzog, der ihn für den Großteil der Rückrunde außer Gefecht setzte. Zur Saison 2007/08 unterschrieb er bei Werder Bremen einen Profivertrag bis 2010.
Sein Pflichtspieldebüt gab Harnik am 15. August 2007, als er in der Qualifikation zur Champions League gegen Dinamo Zagreb eingewechselt wurde. In der Bundesliga spielte er erstmals am 25. August 2007. Er wurde gegen den 1. FC Nürnberg in der 61. Minute eingewechselt und erzielte sein erstes Bundesligator in der 69. Minute. Der Nachwuchs-Stürmer kam in Bremen auch als Außenverteidiger immer wieder zu Kurzeinsätzen und wurde im Vorfeld der Saison 2009/10 gezielt zum rechten Außenverteidiger umgeschult.

#### Fortuna Düsseldorf
Am 30. August 2009 wurde er von Fortuna Düsseldorf, das damals gerade in die Zweite Liga aufgestiegen war, ausgeliehen. Bei der Fortuna spielte er wieder im Sturm und erhöhte seine Torquote; am Ende der Saison hatte Harnik 13 Treffer auf dem Konto.

#### VfB Stuttgart

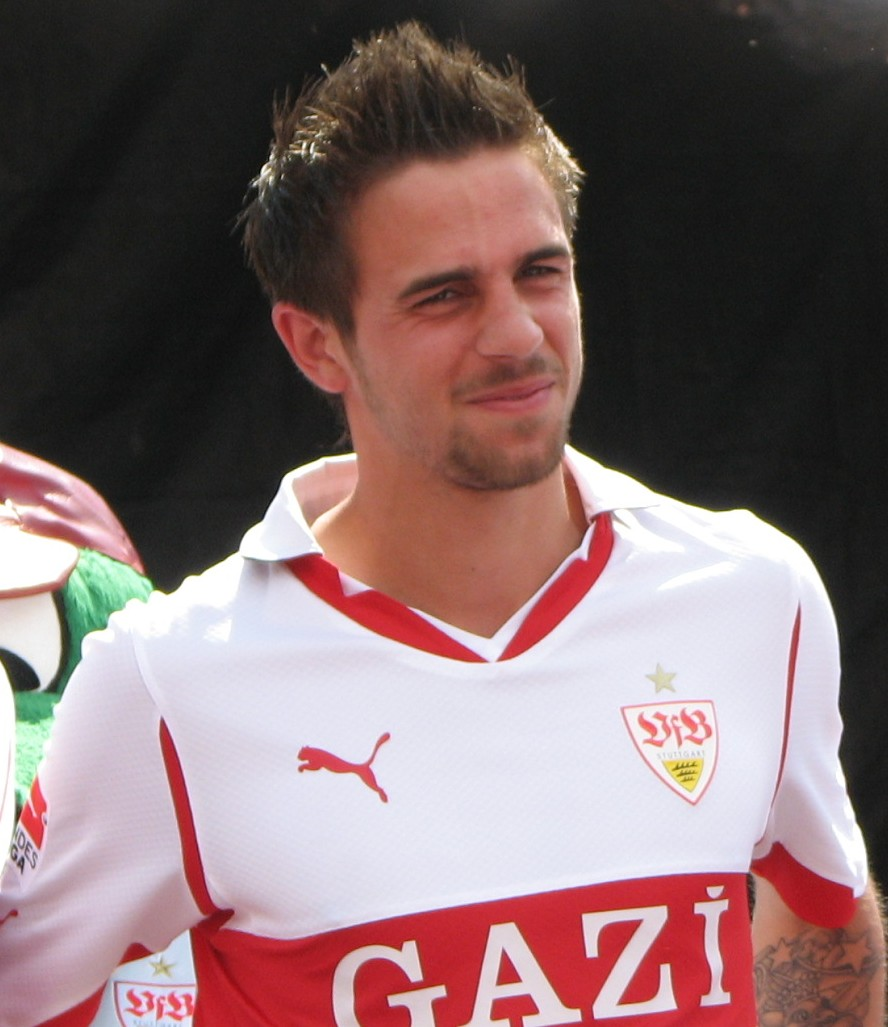
Martin Harnik im Trikot des VfB Stuttgart (2010)

Zur Saison 2010/11 wechselte er zum VfB Stuttgart. Am 29. Juli 2010 erzielte er bei seinem Pflichtspieldebüt für den VfB im Hinspiel der dritten Qualifikationsrunde der Europa League gegen Molde FK den Siegtreffer zum 3:2-Auswärtssieg.
Beim VfB spielte er in der Hinrunde der Bundesliga-Saison 2010/11 (inklusive der Pokalwettbewerbe) nur fünfmal in der Anfangsformation, wobei er zwei Tore erzielte. Als Einwechselspieler hingegen kam er insgesamt zu 14 Einsätzen und erzielte dabei fünf Tore, drei Tore (Hattrick) allein beim 3:1 n. V. in der zweiten Runde des DFB-Pokals beim Chemnitzer FC. In der Rückrunde stieg Harnik zum Stammspieler bei den Schwaben auf. Insgesamt beendete er die Saison mit 15 Pflichtspieltreffern und elf Torvorlagen, davon allein sechs in den letzten vier Bundesligaspielen. Beim Wintertrainingslager im türkischen Belek wurde er Anfang 2012 in den Mannschaftsrat des VfB gewählt. Am 11. Februar 2012 erzielte er beim 5:0-Sieg im Heimspiel gegen Hertha BSC erstmals drei Tore in einem Punktspiel. Mit dem VfB musste er am Saisonende 2015/16 den Abstieg in die Zweite Liga hinnehmen; sein Vertrag endete am 30. Juni 2016.

#### Hannover 96
Als sein Vertrag beim VfB Stuttgart ausgelaufen war, scheiterte zunächst ein Engagement Harniks beim von Felix Magath trainierten chinesischen Erstligisten Shandong Luneng Taishan. Zur Saison 2016/17 schloss er sich schließlich dem ebenfalls in die 2. Bundesliga abgestiegenen Klub Hannover 96 an. Am direkten Wiederaufstieg in die Bundesliga war Harnik mit 17 Toren in 30 Einsätzen beteiligt. Im DFB-Pokal erzielte er vier Tore. In der Spielzeit 2017/18 erzielte er in wiederum 30 Spielen neun Treffer.

#### Über Werder zum Hamburger SV
Zur Saison 2018/19 kehrte Harnik zu Werder Bremen zurück. In seiner ersten Saison nach seiner Rückkehr kam er zu 18 Bundesligaeinsätzen, in denen er vier Tore erzielte.
Anfang September 2019 kehrte Harnik in seine Geburtsstadt Hamburg zurück und schloss sich bis zum Ende der Saison 2019/20 auf Leihbasis dem Zweitligisten Hamburger SV an. Beim HSV schaffte er unter Dieter Hecking nicht den Sprung zum Stammspieler und fiel immer wieder durch kleinere Verletzungen aus. Er bestritt 23 Zweitligaspiele (17-mal von Beginn), in denen er 3 Tore erzielte. Beim Kicker erhielt Harnik zudem mit einer Durchschnittsnote von 4,18 die schlechteste aller bewerteten Spieler in dieser Spielzeit. Laut dem Werder-Sportgeschäftsführer Frank Baumann hätte bei einem Aufstieg des HSV eine Kaufverpflichtung gegriffen. Da dieser allerdings die Saison auf dem vierten Platz beendet hatte, endete sein Leih-Engagement am Saisonende.

#### Karriereausklang im Amateurbereich
Zum Beginn der Sommervorbereitung 2020 wurde der Stürmer von Werder Bremen freigestellt, womit er nicht mehr in den Kader von Florian Kohfeldt zurückkehrte. Sein noch eine Saison gültiger Vertrag wurde Anfang Oktober 2020 aufgelöst. Daraufhin beendete der 33-Jährige seine Profikarriere und schloss sich in der fünftklassigen Oberliga Hamburg der TuS Dassendorf an. Da die Saison 2020/21 aufgrund der COVID-19-Pandemie ab November 2020 nicht mehr fortgeführt werden konnte, absolvierte er jedoch nur zwei Spiele (ein Tor). In der Saison 2021/22 erzielte Harnik in 22 Spielen 31 Tore, womit er seine Mannschaft als Torschützenkönig zur Meisterschaft führte. Auf eine Teilnahme an den Aufstiegsspielen zur Regionalliga Nord verzichtete der Verein aber wie gewohnt.
In der Saison 2022/23 erzielte Harnik in seinem 30. Einsatz seine Saisontore Nummer 41, 42 und 43 und stellte damit einen neuen Rekord für die meisten Tore in einer Spielzeit der Oberliga Hamburg auf. Diesen hatte zuvor Peter Hartwig mit 41 Toren für den Hummelsbütteler SV in der Saison 1981/82 gehalten. Am Saisonende stand Harnik schließlich bei 46 Gesamttreffern. Ende November 2024 übernahm Harnik in Dassendorf neben seiner Tätigkeit als Spieler auch das Traineramt, um dieses bis zum Ende der Saison 2024/25 auszuüben. Ende Mai 2025 gab er seine Vertragsverlängerung um ein weiteres Jahr bekannt.

### Nationalmannschaft

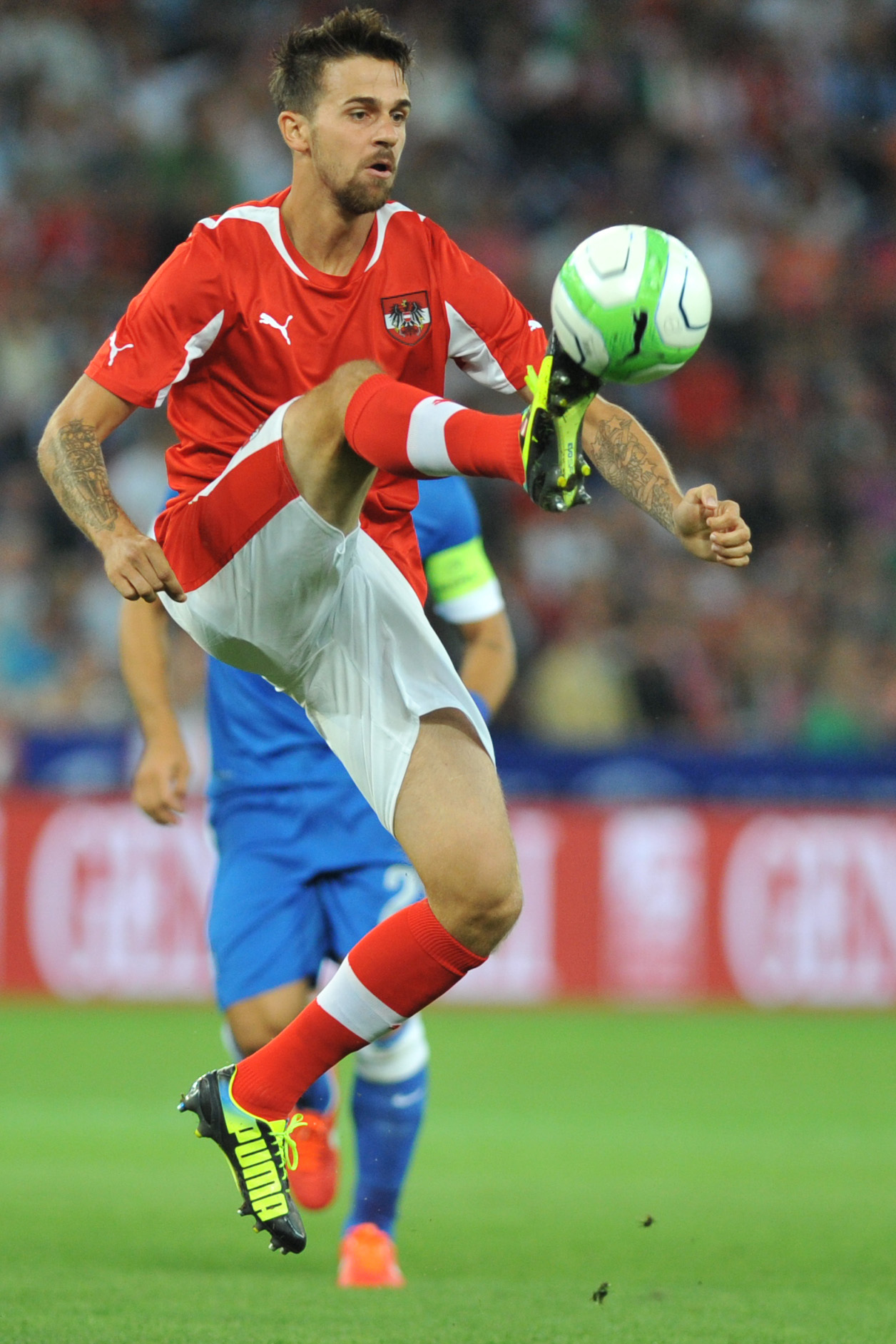
Harnik in einer Spielszene im Länderspiel gegen Griechenland 2013

Weil seine Mutter Deutsche und sein Vater Österreicher ist, konnte Harnik sich aussuchen, ob er für die deutschen oder für die österreichischen Auswahlmannschaften spielen wollte. Auf eine Empfehlung von Austria Wien wurde er zur österreichischen Juniorennationalmannschaft eingeladen und landete damit auch auf dem Notizzettel von größeren Clubs sowie der deutschen Juniorennationalmannschaft.
Bei seinem ersten Einsatz für die A-Nationalmannschaft am 22. August 2007 gegen Tschechien wurde er in der 72. Spielminute eingewechselt; er erzielte in der 78. Spielminute mit seinem zweiten Ballkontakt den Ausgleichstreffer zum 1:1. Josef Hickersberger nominierte Harnik für die Europameisterschaft 2008 in Österreich und der Schweiz, bei der er in den Vorrundenspielen auf die deutsche Mannschaft, Polen und Kroatien traf. Er kam in allen drei Partien zum Einsatz und schied mit der Alpenrepublik nach der Gruppenphase aus. Im WM-Qualifikationsspiel gegen die Färöer verletzte er sich am Knöchel; wegen eines Knochenödems konnte er bis zum Ende des Jahres 2008 weder für seinen Verein noch für die Nationalmannschaft spielen. Insgesamt kam er in der Qualifikation für die Weltmeisterschaftsendrunde 2010 in Südafrika zu drei Einsätzen und verpasste als Gruppendritter die Teilnahme an der WM. In der darauffolgenden Vorausscheidung zur Europameisterschaft 2012 in Polen und der Ukraine war Harnik unter Dietmar Constantini mit acht Einsätzen Stammspieler. Dabei kam er zu vier Toren, konnte allerdings das Scheitern in der Qualifikation als Tabellenfünfter nicht verhindern.
Im November 2011 übernahm Marcel Koller das Amt des Teamchefs der österreichischen Nationalmannschaft; in der Qualifikation zur Weltmeisterschaft 2014 in Brasilien spielte Martin Harnik neunmal und erzielte drei Tore. Zwar wurde die Teilnahme an der Endrunde in Brasilien verpasst, doch bis zum vorletzten Spiel in Solna gegen Schweden war die Qualifikation für die Relegationsspiele möglich. Dabei gingen die Österreicher durch ein Tor von Harnik in Führung, verloren allerdings am Ende mit 1:2 und beendeten die Qualifikation letztendlich auf dem dritten Platz. Noch erfolgreicher verlief die Qualifikation für die Europameisterschaft 2016 in Frankreich, als Harnik mit drei Toren in zehn Partien zum Gruppensieg und somit zur erstmaligen sportlichen Qualifikation zu einer Europameisterschaftsendrunde beitrug. Teamchef Koller berief ihn im Sommer 2016 für den österreichischen Kader und bot ihn in den ersten zwei Spielen gegen Ungarn und Portugal in der Startelf auf, im entscheidenden Spiel gegen Island kam Martin Harnik nicht zum Einsatz. Als Gruppenletzter mit einem Punkt schieden die Österreicher aus dem Turnier aus.
In der Vorausscheidung zur Fußball-Weltmeisterschaft 2018 spielte er noch sechsmal und erzielte dabei ein Tor; als Gruppenvierter wurde die Teilnahme verpasst. Im November 2017 trat Harnik aus der Nationalmannschaft zurück. Von seinen 68 Länderspielen, in denen er 15 Tore erzielen konnte, gingen ebenso viele verloren wie von der österreichischen Mannschaft gewonnen werden konnten (je 25).

## Erfolge und Auszeichnungen
Vereine
- DFB-Pokalsieger: 2009 (Werder Bremen)
- Aufstieg in die Bundesliga: 2017 (Hannover 96)
- Meister der Oberliga Hamburg: 2022 (TuS Dassendorf)
- Bremer Pokalsieger: 2007 (Werder Bremen II)

Persönlich
- Torschützenkönig der Oberliga Hamburg (3): 2022, 2023, 2024

Auszeichnungen
- Niedersachsens Fußballer des Jahres: 2017[24]

## Sonstiges
Bereits als Aktiver stieg Harnik als Gesellschafter bei Party Helden, einer Firma für Partyzubehör, ein; das Unternehmen betreibt fünf Filialen in Hamburg sowie eine in Kiel. In Glinde betreibt er eine Indoor-Golf-Anlage. Darüber hinaus ist er gemeinsam mit seinem ehemaligen Mitspieler Daniel Ginczek Inhaber eines Lebensmittelgeschäfts. Seit Dezember 2020 ist er Experte und Co-Kommentator bei DAZN.